# Sveriges folk- och bostadsräkning 1965
Sveriges folk- och bostadsräkning 1965 var den fjortonde folkräkningen i Sverige sedan grundandet av Statistiska centralbyrån. Folkräkningen registrerade 7 765 981 invånare, varav 3 879 9772 män och 3 886 209 kvinnor.